# SigComp
SigComp (Signalling Compression) est une méthode de compression standardisée par IETF pour les protocoles de transport textuels tel que SIP et RTSP. Il a été défini au début par le RFC 3320 puis corrigé par le RFC 4896.

## Intérêt
Les protocoles de transport textuels tel que SIP et RTSP ne sont pas optimisés en termes de taille. Par exemple, les messages typiques de SIP s'étendent de quelques centaines d'octets jusqu'à deux mille octets ou plus.
Avec la connectivité bas débit, les retards de transmission sont importants. De plus, certains flux exigent des retransmissions, et des multiplicités de messages. Ainsi, le démarrage et le maintien de session sont compromis. SigComp fournit les moyens d'éliminer ce problème en offrant une compression robuste et sans perte des messages.

## Standards
- RFC 3320[1] - Signaling Compression (SigComp)
- RFC 3321[3] - Signaling Compression (SigComp) - Extended Operations
- RFC 3485[4] - The Session Initiation Protocol (SIP) and Session Description Protocol (SDP) Static Dictionary for Signaling Compression (SigComp)
- RFC 3486[5] - Compressing the Session Initiation Protocol (SIP)
- RFC 4077[6] - A Negative Acknowledgement Mechanism for Signaling Compression
- RFC 4464[7] - Signaling Compression (SigComp) Users' Guide
- RFC 4465[8] - Signaling Compression (SigComp) Torture Tests
- RFC 4896[2] - Signaling Compression (SigComp) Corrections and Clarifications
- RFC 5049[9] - Applying Signaling Compression (SigComp) to the Session Initiation Protocol (SIP)
- RFC 5112[10] - The Presence-Specific Static Dictionary for Signaling Compression (Sigcomp)
- 3GPP TR23.979 Annex C - Required SigComp performance